# Loxosceles valdosa
Loxosceles valdosa là một loài nhện trong họ Sicariidae.
Loài này thuộc chi Loxosceles. Loxosceles valdosa được miêu tả năm 1973 bởi Gertsch.